# Danger (Oost-Lombok)
Danger is een bestuurslaag in het regentschap Oost-Lombok van de provincie West-Nusa Tenggara, Indonesië. Danger telt 16.701 inwoners (volkstelling 2010).